# Landolphia ferrea
Landolphia ferrea är en oleanderväxtart som beskrevs av J.G.M. Persoon. Landolphia ferrea ingår i släktet Landolphia och familjen oleanderväxter. Inga underarter finns listade i Catalogue of Life.